# 別技嘉助
別技 嘉助（べつき かすけ、1877年（明治10年）5月5日 - 1952年（昭和27年）10月）は、大日本帝国陸軍軍人。最終階級は陸軍少将。長男は地理学者の別技篤彦。

## 経歴・人物
鹿児島県出身。1901年（明治34年）陸軍士官学校第13期卒業。
1925年（大正14年）8月に陸軍工兵大佐・陸軍士官学校附、同年12月に工兵第7大隊長、1928年（昭和3年）8月に工兵第14大隊長を経て、1930年（昭和5年）8月1日に陸軍少将に昇進と同時に待命、同月29日に予備役に編入した。

## 栄典
勲章
- 1940年（昭和15年）8月15日 - 紀元二千六百年祝典記念章[3]